# Femme Fatale Tour
Femme Fatale Tour — восьмой концертный тур американской певицы Бритни Спирс в поддержку её седьмого студийного альбома Femme Fatale, выпущенного 25 марта 2011 года. Менеджер Бритни Ларри Рудольф объявил о туре в официальном блоге новостей тура на Twitter.

## История тура
4 марта 2011 года, в интервью на радио-шоу Райана Сикреста, Спирс заявила, что она отправится в турне по США «в начале лета» в поддержку альбома Femme Fatale. 29 марта 2011 года, после её выступления на Good Morning America, она объявила о совместном туре с Энрике Иглесиасом, который должен начаться в июне 2011 года. Через час после анонса, Billboard сообщил, что Иглесиас отказался от участия в туре. Рэй Ведель из Billboard предположил, что возможной причиной стало то, что в новостях Спирс была признана в качестве хедлайнера, а Иглесиас артистом, выступающим у неё на разогреве. Также, 29 марта были анонсированы 26 североамериканских дат тура. Артисты, выступающие на разогреве были объявлены 12 апреля 2011 года. Спирс заявила: «Это Femme Fatale Tour, и я взволнована тем, что ко мне присоединятся Ники Минаж, Jessie and the Toy Boys и Nervo чтобы заставить всех танцевать. Не могу дождаться, чтобы взять роковых женщин в дорогу.» 30 апреля 2011 года билеты поступили в продажу в некоторых магазинах и на сайтах Ticketmaster и Live Nation.
В мае 2011 года было объявлено, что Спирс станет хедлайнером Summerfest, который должен пройти 9 июля 2011 года в Милуоки на арене Marcus Amphitheater. Ранее она уже являлась хедлайнером данного фестиваля, проходившего 8 июля 2000 года, во время её тура Oops!... I Did It Again Tour, и к сожалению была вынуждена отменить выступление на Summerfest во время тура The Onyx Hotel Tour в 2004 году из-за травмы колена. Директор фестиваля, Боб Бабич сказал: «Это собирается стать большой танцевальной вечеринкой. Это собирается стать крупнейшей постановкой, которую мы когда-либо проводили в Marcus Amphitheater.» 5 июня 2011 года через её официальный сайт были объявлены европейские даты тура. Южноамериканские даты тура были анонсированы через её страницу Ustream 25 июля 2011 года. В сопровождении двух своих танцоров, говорящим на испанском и говорящим на португальском, певица извинилась перед южноамериканскими поклонниками за то, что не гастролировала в данном регионе во время тура The Circus Starring Britney Spears в 2009 году. Затем она объявила первые 2 даты в Бразилии, и пообещала в ближайшем будущем анонсировать ещё 10 дат. Это первое за 10 лет выступление Спирс в Бразилии, с тех пор как она выступила там на фестивале Rock in Rio в 2001 году. В течение следующих нескольких дней были объявлены концерты в таких странах как Аргентина, Чили, Колумбия и Перу. 26 сентября 2011 года было объявлено, что Спирс будет выступать в первый день Abu Dhabi Grand Prix.

### Разработка
В марте 2011, менеджер Спирс, Ларри Рудольф рассказал MTV News, что тур будет иметь «пост-апокалиптическую атмосферу» и прокомментировал что: «„Till the World Ends“ станет главной темой для нас.» Он также подтвердил, что Джейми Кинг является директором, а Брайан Фридман хореографом. В следующем месяце Фридман объявил, что он отказался от работы над туром из-за конфликтов планирования с его собственным реалити-шоу. В видео-интервью, опубликованном на официальном сайте Спирс, она сказала: «The Femme Fatale Tour обещает быть просто возмутительно впечатляющим. Я просто надеюсь, что хореографы придумают только самые возмутительные вещи, и я очень рада. Это один из самых волнующих проектов, к которому я готовилась длительное время, так что я не могу дождаться.» Сценарий шоу был составлен Джейми Кингом, и был вдохновлён концепцией роковой женщины и роковыми женщинами на протяжении веков. Рудольф сказал, что идея шоу Спирс — это «международная тайна женщин.» Сет-лист в основном состоит из песен с Femme Fatale, но также включает хиты из её предыдущих альбомов, что Спирс объяснила: «Поклонникам нравятся много старых песен, потому что это то, к чему они привыкли. Так что включение в сет-лист песен из прошлого и настоящего — это просто для поиска баланса.»

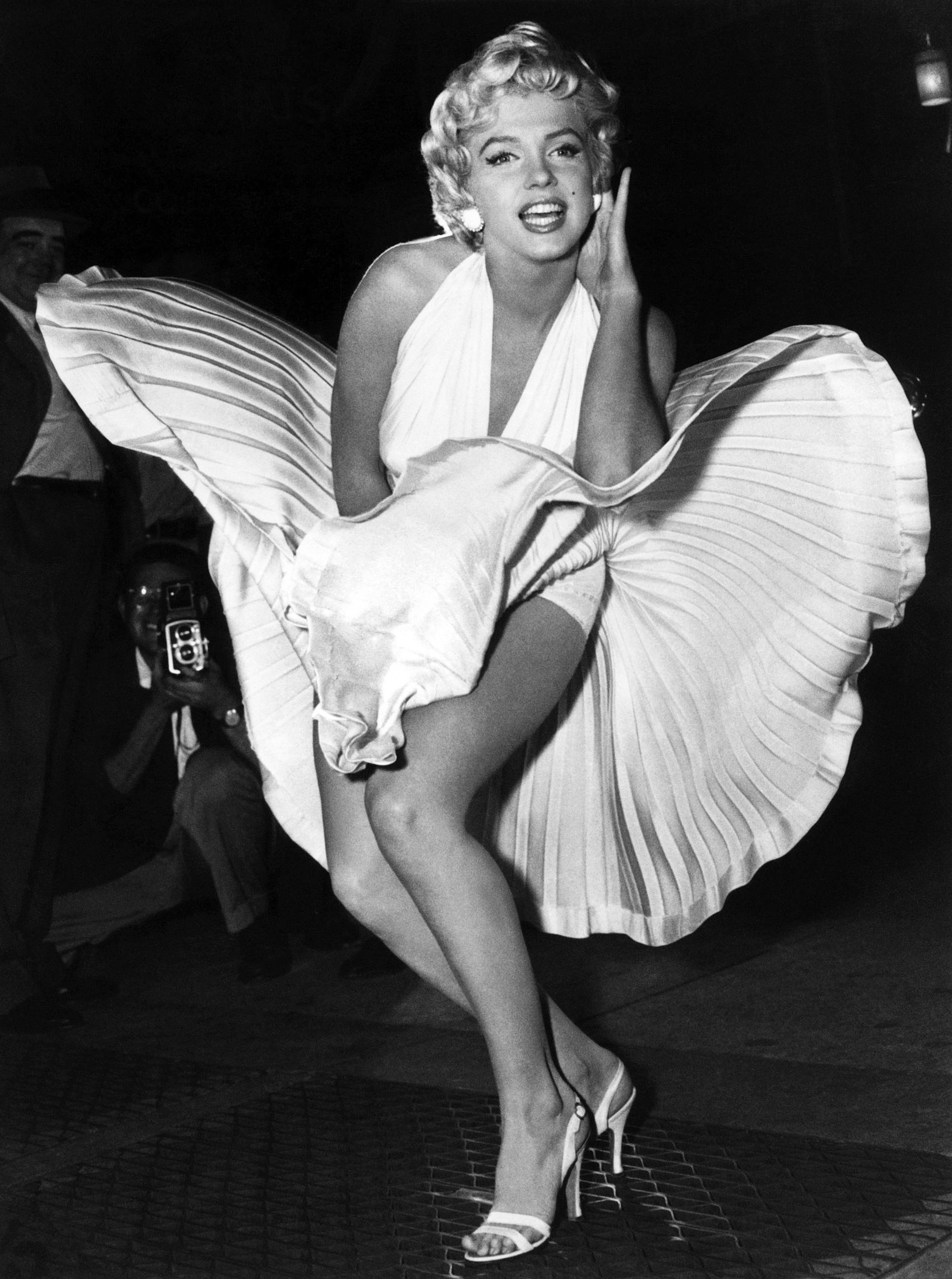
Мэрилин Монро в фильме Зуд седьмого года (1955)

Дизайн костюма был создан Zaldy Goco, и наряды были созданы чтобы соответствовать различным персонам Спирс на протяжении всего шоу. Он также отметил, что вдохновением для костюмов было: «Бритни является сама собой. Она очень сексуальная девушка.» Среди нарядов, которые Goco предварительно представил Extra до начала тура — это розовая латексная куртка, обнажённое боди, белое платье, вдохновлённое образом Мэрилин Монро, розово-жёлтый шипованный кожаный и джинсовый костюмы, вдохновлённые «Toxic». В финальной части шоу она надевает кимоно с собственным изображением на одном рукаве, затем снимает его и остаётся в сверкающем чёрном боди со светодиодными огнями, встроенными в него. 30 апреля 2011 года в Интернете появилось видео с репетиции Спирс и её танцоров песни «How I Roll». 11 мая 2011 года Саби говорила с MTV News на обеде St. Bernard Project, организованном Спирс, заявив, что она присоединится к ней во время исполнения «(Drop Dead) Beautiful» в таких городах как Лос-Анджелес, Лас-Вегас и Нью-Йорк. 7 июня 2011 года в Интернете появилось видео, где Спирс впервые видит сцену, затем саундчек и постановка номера «Hold It Against Me». По словам Джоселин Вена из MTV, сцена «имеет всё: свет, видео-экраны, ароматизированный неоновый пол, лазеры, лифты и гигантские крылья бабочки.» 8 июня 2011 года, в интервью с Entertainment Tonight Спирс рассказала о шоу:
Я очень взволнована. Я, наверное, буду очень нервничать накануне. Мы прилагаем все усилия и работаем уже в течение двух месяцев, и всё что мы вместе делаем идёт действительно хорошо. Шоу может быть изнурительным, особенно когда ты на сцене, и это твой восьмой номер, ты запыхавшись спрашиваешь себя: "Как мне сделать остальную часть шоу?" Но я тренировалась некоторое время, прежде чем приступила к репетициям - я работала и всё в таком духе, так что я не буду в затруднительном положении.
Она великий артист во всех отношениях, и я очень рада за неё. Я думаю, что у неё чёткий звук, когда она читает рэп. Она действительно выделяется и отличается от всех остальных. Я счастлива, что она может быть со мной в туре, потому что она удивительна.

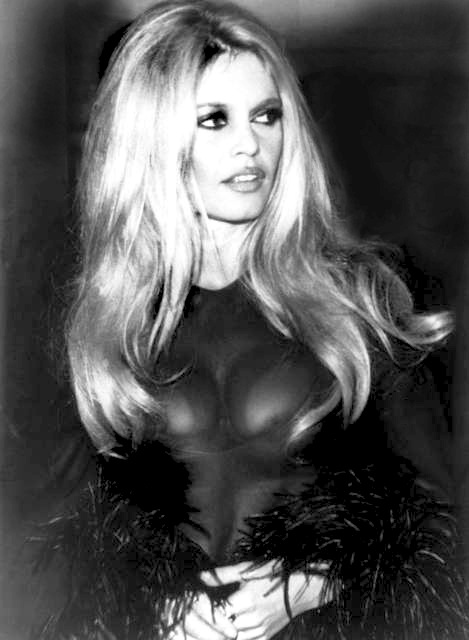
Брижит Бардо

После, Минаж была объявлена артистом, выступающим на разогреве в апреле 2011 года, она рассказала на радио-шоу Райана Сикреста, что с нетерпением ждёт создания «нового, большего, более яркого, более зрелищного шоу.» Она заявила, что хочет как можно больше театра на сцене, говоря: «Моя цель по-настоящему поставить шоу, включив в него театр и танцы.» Причёски и макияж были сделаны Марко Берардини, который был вдохновлён европейскими женщинами, такими как Брижит Бардо. «Это воплощение сильной женщины. Я хотел донести ту силу и сексуальность до всех девушек в туре.» — пояснил он. Что касается волос, они менялись на каждом шоу, чтобы соответствовать атмосфере города. Например, на концерте в Юниондейле 2 августа 2011 года у Спирс были волнистые волосы, вдохновлённые Сарой Джессикой Паркер и уличным стилем нью-йоркских женщин.
BuzzFeed сообщил, что 23 грузовика прибывают в каждый город в день проведения шоу в 5 часов утра для установки оборудования. Чтобы разгрузить и поставить сцену требуется 7 часов. В отличие от большинства туров, в которых сцену строят снизу вверх, в Femme Fatale Tour сцена была построена сверху вниз. Тур насчитывает 140 рабочих, 125 членов экипажа, 14 автобусов, 16 танцоров и 2 музыкантов. В июле 2011 года, Спирс рассказала MTV News, что у неё в туре был «взрыв», комментируя: «Концерты были в равной степени удивительны. Толпы были так хороши каждую ночь, что даёт тебе адреналин, который тебе нужно передать через шоу. Это просто взрывает тебя.» Также она рассказала об исполнении «Till the World Ends», говоря что «в конце шоу каждый раз Минаж выходит на некоторое время во время исполнения финальной песни. Не на каждом шоу, но это как правило что-то особенное.» В интервью Glamour в октябре 2011 года Спирс сказала: «Я серьёзно думаю, что это лучший тур, который я когда-либо делала. Прямо сейчас я действительно взволнована шоу — это самое забавное шоу, которое я когда-либо делала в моей карьере.»

## Описание концерта
После того, как неоновая вывеска с надписью «Femme Fatale» поднимается со сцены, шоу начинается с видео-введения, в котором Спирс арестована полицией после погони. Как только она произносит с видео-экранов фразу «Я не невинна», она появляется в серебряном костюме, сидя на металлическом троне, чтобы исполнить «Hold It Against Me». Её сопровождают танцоры в белых и серебряных костюмах. «Up N' Down» Спирс и её танцовщицы исполняют в клетках с танцорами, смотрящими на них, одетыми в полицейскую форму. После прогулки к В-сцене по конвейерной ленте, Спирс надевает белый атласный плащ и исполняет песню «3». Затем она исполняет «Piece of Me», передвигаясь над сценой на платформе. После следует видео-антракт, который в начале содержит видео на песню «My Prerogative», и видео, в котором сталкер показывает, что Спирс секретный агент. Следующий номер Спирс начинает в розовой латексной кружевной куртке, находясь внутри большой колонки, исполняя «Big Fat Bass», в то время как will.i.am появляется на заднем плане на видео-экране. Она снимает куртку и остаётся в купальнике, исполняя «How I Roll», в это время она сидит вместе с танцорами, одетыми в яркую разноцветную одежду на розовом кабриолете Mini Cooper. Затем, Бритни и её танцоры выбирают мужчину из зала и она исполняет для него песню «Lace & Leather». После смены костюма, Спирс переходит к песне «If U Seek Amy», надев белую юбку, стоя над вентилятором, напоминая знаковые сцены Мэрилин Монро из фильма Зуд седьмого года (1955).
Видео-интерлюдия, в которой сталкер говорит о роковых женщинах в истории, открывает третий раздел. Спирс возвращается на сцену в золотом наряде и исполняет песню «Gimme More» в египетском стиле, включающим баржу и фейерверки. В следующем номере «(Drop Dead) Beautiful», Спирс окружена танцорами, которые держат картинные рамки. Также выступление включает появление певицы Саби в некоторых городах. Затем она поёт «He About to Lose Me» на фиолетовом диване в то время как её танцоры поднимаются на металлических конструкциях. Для исполнения песни «Boys», Спирс надевает золотой плащ. После подъёма на качелях, она начинает петь «Don't Let Me Be the Last to Know», в то время как акробат на них висит. Следующая видео-интерлюдия показывает как Спирс переодевается и выбирает между разными паспортами в номере отеля. В заключительной части, Спирс и её танцоры одеваются в мотоциклистов и она исполняет попурри из «…Baby One More Time» и «S&M», а следующий номер «Trouble for Me», Бритни с танцорами исполняют на В-сцене. В сопровождении танцовщиц, Спирс исполняет «I'm a Slave 4 U», а затем кавер на песню Мадонны «Burning Up», сидя на вершине гигантской серебряной гитары. Затем она приглашает нескольких поклонников на сцену для исполнения «I Wanna Go». Она поёт «Womanizer» с её танцорами, одетыми в полицейскую форму и благодарит аудиторию. Бис начинается с видео-интерлюдии, в которой Спирс наконец захватила сталкера и надевает кимоно. Она появляется для исполнения песни «Toxic», во время которого поражает группу ниндзя. В конце песни она спускается со сцены и возвращается в чёрном блестящем боди для исполнения «Till the World Ends». В некоторых городах, в середине выступления на сцене появляется Ники Минаж, и читает рэп из ремикс версии этой песни. После того как звучание песни возвращается к первоначальному, Спирс поднимается на платформе с гигантскими крыльями ангела. Спирс и её танцоры благодарят зал, на сцену сыпется конфетти, вывеска с надписью «Femme Fatale» опускается на сцену и на этом шоу заканчивается.

## Отзывы критиков
Барри Уолтерс из Rolling Stone назвал шоу «возможно, её самой роскошной, динамично развивающейся и самой интересной работой, которую она когда-либо делала», и добавил, что ночь принадлежала Спирс: «Она сумела доказать, что она всё ещё развивается как танцовщица. В свои 29 лет — поп-звезда, чья карьера, казалось, была в опасности только пару лет назад, но она показала, что она вернулась и мы надеемся — это время, чтобы остаться.» Эвелин Макдоннелл из Spin сказала, что: «Она постоянно двигалась, пела через гарнитуру (хорошо, что у неё есть хорошая цифровая поддержка, но она не просто шевелила губами), и она танцевала во время бесконечного парада нарядов. В последние годы, она была неоднократно сбита прессой и общественностью, и теперь Спирс отчаянно ищет нашего внимания. И она зарабатывает его. Ненавистников домой.» Келли Картер из MTV прокомментировала: «Спирс, которая пленила аудиторию в Staples Center, была такой же весёлой, свободной, с сексуальными танцами как и прежде. Было не так много притворства, хотя её наряды ослепляли до невозможности. Вместо, была просто хорошая танцевальная музыка.» Карла Мейер из The Sacramento Bee заявила: «Хотя на протяжении всего шоу Спирс выступала на профессиональном уровне, она показала нерешительность в движениях, что естественно для первого выступления в турне. Но эта нерешительность исчезла, как только она надела джинсовый костюм. Она, казалось, в своей тарелке.»
Шаунна Мёрфи из Entertainment Weekly критикует: «Полное отсутствие речевого взаимодействия Бритни с залом, и её очевидное снижение танцевальных способностей», но также добавила: «С её тонкой талией, опасными тонированными ногами, и с её главным оружием — улыбкой и широко раскрытыми глазами, Спирс выглядела очень счастливой и важнейший элемент — это то, что она была рада быть с нами, чего не наблюдалось на очень многих её предыдущих шоу.» Мэтт Кивел из Variety прокомментировал: «Хотя визуально впечатляет, шоу не хватало настоящих человеческих чувств. Спирс двигается почти как в механическом отряде. С сильно обработанным голосом и с сильно загруженными минусами, она появилась на сцене как некая странная смесь Майкла Джексона, Мадонны и Kraftwerk's Ralf and Florian.»
Стив Палополи из Metro Silicon Valley сказал: «Музыкально, шоу содержит мощные хиты, хотя принимая Бритни как музыкальное явление, как спрашивать, какой из альбомов Мадонны лучше. Она феномен в культуре — это очевидно, и указы, которые были внесены в отношении музыки, это „не использовать фонограмму“ (она определённо её не использовала) и „больше и громче, по возможности.“» Ширли Гальперин из The Hollywood Reporter заявила, что это было развлекательно, но энергии в танцах Спирс уже недостаточно и ей требуется постоянное ограждение визуальным отвлечением в то время как она по большей части исполняет свои хиты под фонограмму." Джим Харрингтон из Oakland Tribune охарактеризовал шоу как миленький беспорядок от начала до конца. «Сценическое искусство выглядит неуклюже и запутанно, танцевальная постановка, мягко говоря онемелая и старомодная, выбор песен слабый и неправильный, и мощность звезды Бритни, так ослепляющая в прошлых турах на её концертах, стала удивительно тусклой.» Алексис Петридис из The Guardian дал шоу 2 звезды из 5, сказав: «Здесь есть подозрение, что тот человек, который идёт на концерт Бритни Спирс, приходит не для её музыки или блистательной внешности: сегодня она кажется такой мёртвой и далёкой во взгляде, как никогда. Единственное, в чём они заинтересованы — это близость к всемирной знаменитости.» Нил Маккормик из The Daily Telegraph дал шоу 1 звезду из 5, и назвал его самым печальным, ленивым и безвкусным поп-концертом, который он когда-либо видел. Также он добавил: «Самое удивительное, это то, что тысячи людей с удвоенной скоростью решили раскошелиться и потратить £50 на билеты, восхищаются каждым унылым движением, свистят для фонограммы и с вожделением аплодируют хромающей эротике.»

## Коммерческий успех
В начале мая 2011 года, Live Nation объявили о партнёрстве с сайтом Groupon. Представитель объяснил: «Сделка с Groupon не является отражением качества, статуса или продаж шоу, а скорее сегментированного маркетинга и пути к достижению новых и дополнительных потребителей.» Штатный редактор канала VH1 отметил, что по состоянию на 16 июня 2011 года, было продано 18000 билетов по сниженным ценам через Groupon для первых 24-х дат тура, в том числе 1800 на премьере в Сакраменто. Предложение Groupon для Сиэтла, Виннипега, Сент-Пола и Атланты истекло до того, как все доступные билеты со скидкой были проданы. Редактор также заявил: «Анализ показывает, что в маленьких городах будут проданы не все билеты, в то время как в больших мегаполисах, таких как Нью-Йорк количество будет увеличено. Остаётся узнать, будет ли это можно сделать для лучшей оптимизации цены.» Pollstar поставил Femme Fatale Tour на #55 в Top 100 North American Tours, с заработком $6,2 млн за первые десять шоу. 22 июля 2011 года, благодаря шоу в Атланте и Нашвилле, Спирс оказалась под #10 в Billboard's Hot Tours, с общим доходом $1,563,934. 22 сентября 2011 года, Pollstar поставил тур на #6 в Top 200 Concert Tours. В Северной Америке средний заработок с концерта в каждом городе составлял $940,165, а средняя стоимость билета $84,19.
Groupon и Travelzoo предлагали билеты со скидкой на концерты в Лондоне, Манчестере и Бирмингеме. 238 билетов было продано через Groupon в течение нескольких минут после предложения, и 5,000 билетов было продано на шоу в Великобритании к тому времени, когда срок предложения истёк. По поводу этого действия, разошлись во мнениях в музыкальной индустрии Соединённого Королевства: организатор фестиваля Мелвин Бенн сказал: «Билеты со скидкой действуют хорошо для очень многих концертов. Это определённо привлекает. В трудные для экономики времена, люди будут обращать внимание на различные способы сэкономить на билетах.» Независимый промоутер Джон Рострум назвал это «очень краткосрочным» и «невероятно вредным для шоу, потому что в будущем, когда билеты поступят в продажу, люди будут сидеть сложа руки, думая „Я не буду покупать пока не останется неделя до шоу“». Концерт в Бирмингеме, 30 октября 2011 года, был её первым концертом в Мидлендсе с тех пор, как она там выступила в рамках тура The Onyx Hotel Tour в 2004 году. За неделю до шоу, работник кассы арены сказал Leicester Mercury, что концертный зал был почти заполнен полностью."
В декабре 2011 года, Femme Fatale Tour был поставлен на #19 в Billboard's Top 25 Tours of 2011. Журнал подсчитал общий доход от 39 дат тура, который составил $37,1 млн и 396,000 проданных билетов. В Северной Америке, тур был четырнадцатым самым высокооплачиваемым туром 2011 года, с доходом $38,3 млн, 423,017 проданных билетов и средней посещаемостью шоу 9,196 чел. По всему миру, Femme Fatale Tour был одиннадцатым самым высокооплачиваемым туром 2011 года, с доходом $68,7 млн. 697,957 поклонников во всём мире посетили шоу, средняя посещаемость концерта составила 8,724 чел., а средняя стоимость билета $98,43.

## Трансляции и записи
В июле 2011 года, на YouTube была выложена высококачественная запись шоу в Лас-Вегасе. 14 июля 2011 года, вице-президент Online Anti-Piracy из Recording Industry Association of America (RIAA), Марк Макдевитт, обратился с повесткой в федеральный суд, чтобы получить личные данные пользвателя YouTube, который загрузил видео, включая его IP address, адрес электронной почты и любую другую соответствующую информацию, чтобы установить личность. Дело было закрыто спустя неделю; согласно юристу по авторскому праву, скорее всего суд представил повестку YouTube и они согласились передать личные данные, которые были запрошены. Видео было удалено с YouTube, но экземпляры полного концерта всё ещё можно найти на сайте.
12 августа 2011 года, Спирс объявила через свой аккаунт в Twitter, что концерт в Торонто на арене Air Canada Centre будет показан на канале Epix и будет выпущен на DVD. В течение нескольких минут после её объявления, Epix скопировал его на свои сайты и Бритни Спирс попала в мировые тренды в Twitter. Шоу, изначально названное Britney Spears: Femme Fatale, было снято 3ality Digital в 3D и 2D. 9 сентября 2011 года BBC заявил, что BBC Worldwide получил права на показ за пределами Соединённых Штатов. 2D версия была доступна из трансляции Christmas Eve 2011, а 3D версия была доступна в феврале 2012 года. Специальная премьера состоялась 12 ноября 2011 года в 20:00 EST (01:00 UTC). Он получил смешанные отзывы критиков: некоторые хвалили специальную, впечатляющую сцену, в то время как другие критиковали танцы Спирс. DVD и Blu-ray были выпущены в США 21 ноября 2011 года. В Великобритании DVD был выпущен 28 ноября 2011 года. «I Wanna Go» был снят Coca Cola, потому что они запустили проморекламу, в которой певица выбирает 8 поклонников и они поднимаются на сцену во время исполнения номера, это было снято в Лиме, Перу.

## Разогрев
- Nicki Minaj (Северная Америка)[41]

1. «Roman’s Revenge»
2. «Did It On’em»
3. «Up All Night»
4. «Bottoms Up»
5. «My Chick Bad»
6. «Your Love» (Interlude)
7. «Monster»
8. «Save Me»
9. «Anywhere Is»
10. «BedRock»
11. «Check It Out»
12. «Letting Go (Dutty Love)»
13. «Where Them Girls At»
14. Reggae medley
15. «Book of Days» (Interlude)
16. «Moment 4 Life»
17. «Super Bass»

- Destinee & Paris  (Северная Америка и Европа)[41]
- Jessie and the Toy Boys[41] (Северная Америка)
- Nervo (Северная Америка)[41]
- DJ Pauly D (Северная Америка)
- Joe Jonas (East Rutherford и Европа)
- SEREBRO (Европа, Москва)
- Виталий Козловский (Киев, Украина)

## Интересные факты
- 23 грузовика с оборудованием прибывают на место проведения концерта в 5 утра, для полной установки сцены требуется 7 часов. Строительство начинается сверху.
- То количество световых установок, которые используются в течение шоу, могли бы осветить родной город Бритни Кентвуд в Луизиане целых 3 раза!
- Бритни занимается физическими упражнениями 1-2 часа каждый день, делая по 2 000 упражнений на пресс.
- В шоу задействованы 265 человек, которые отвечают за различные вещи, связанные с концертами. Для них в каждом городе создают 8 продовольственных отделов, где они могут перекусить.
- На каждом концерте используется такое количество электричества, от которого могло бы работать 50 000 холодильников.
- Во время номера «Toxic» Бритни носит кимоно, сделанное вручную, на правом рукаве написано слово «Toxic» по японски, а на левом рукаве — портрет самой певицы.
- 265 работников, которые следят за проведением концертов, 23 грузовика для перевозки сцены, 14 автобусов для команды турне, 16 танцоров и 2 музыканта.

## Сет-лист
- «Femme Fatale» (Video Introduction)
- «Hold It Against Me»
- «Up N' Down»
- «3»
- «Piece of Me»
- «Sweet Seduction» (Video Interlude) (featuring «My Prerogative»)
- «Big Fat Bass»
- «How I Roll»
- «Lace & Leather»
- «If U Seek Amy»
- «The Temptress» (Video Interlude)
- «Gimme More»
- «(Drop Dead) Beautiful» (Исполнялась с Саби в некоторых городах Северной Америки)
- «He About to Lose Me» (Исполнялась в городах Северной Америки с 1 июля 2011 года)
- «Boys» (The Co-Ed Remix)
- «Don't Let Me Be the Last to Know» (После 1 июля 2011 года исполнялась перед песней «Boys»)
- «Code Name: Trouble» (Video Interlude)
- «…Baby One More Time» / «S&M» (Remix)
- «Trouble For Me»
- «I'm a Slave 4 U»
- «Burning Up» (Исполнялась в городах Северной Америки с 15 июля 2011 года)
- «I Wanna Go»
- «Womanizer»

На бис:
1. «Sexy Assassin» (Video Interlude) (features «Scary»)
2. «Toxic»
3. «Till the World Ends» (Содержит элементы The Femme Fatale Remix) (Исполнялась с Ники Минаж в некоторых городах Северной Америки)

## Даты концертов
| Северная Америка |                 |                          |                                          |
| 16 июня 2011     | Сакраменто      | США                      | Power Balance Pavilion                   |
| 18 июня 2011     | Сан-Хосе        | США                      | HP Pavilion                              |
| 20 июня 2011     | Лос-Анджелес    | США                      | Стэйплс-центр                            |
| 22 июня 2011     | Финикс          | США                      | Jobing.com-арена                         |
| 24 июня, 2011    | Анахайм         | США                      | Хонда-центр                              |
| 25 июня 2011     | Лас-Вегас       | США                      | MGM Grand Garden Arena                   |
| 28 июня 2011     | Портленд        | США                      | Rose Garden Arena                        |
| 29 июня 2011     | Такома          | США                      | Tacoma Dome                              |
| 1 июля 2011      | Ванкувер        | Канада                   | Rogers Arena                             |
| 4 июля 2011      | Виннипег        | Канада                   | MTS Centre                               |
| 6 июля 2011      | Сент-Пол        | США                      | Xcel Energy Center                       |
| 8 июля 2011      | Чикаго          | США                      | United Center                            |
| 9 июля 2011      | Милуоки         | США                      | Marcus Amphitheater                      |
| 12 июля 2011     | Даллас          | США                      | American Airlines Center                 |
| 13 июля 2011     | Хьюстон         | США                      | Toyota Center                            |
| 15 июля 2011     | Новый Орлеан    | США                      | New Orleans Arena                        |
| 17 июля 2011     | Атланта         | США                      | Philips Arena                            |
| 18 июля 2011     | Нашвилл         | США                      | Bridgestone Arena                        |
| 20 июля 2011     | Орландо         | США                      | Amway Center                             |
| 22 июля 2011     | Майами          | США                      | American Airlines Arena                  |
| 23 июля 2011     | Джэксонвилл     | США                      | Jacksonville Veterans Memorial Arena     |
| 26 июля 2011     | Кливленд        | США                      | Quicken Loans Arena                      |
| 28 июля 2011     | Детройт         | США                      | The Palace of Auburn Hills               |
| 30 июля 2011     | Филадельфия     | США                      | Wells Fargo Center                       |
| 31 июля, 2011    | Вашингтон       | США                      | Verizon Center                           |
| 2 августа 2011   | Юниондейл       | США                      | Nassau Coliseum                          |
| 5 августа 2011   | Ист-Ратерфорд   | США                      | Izod Center                              |
| 6 августа 2011   | Атлантик-Сити   | США                      | Boardwalk Hall                           |
| 8 августа 2011   | Бостон          | США                      | TD Garden                                |
| 9 августа 2011   | Хартфорд        | США                      | XL Center                                |
| 11 августа 2011  | Монреаль        | Канада                   | Bell Centre                              |
| 13 августа 2011  | Торонто         | Канада                   | Air Canada Centre                        |
| 14 августа 2011  | Торонто         | Канада                   | Air Canada Centre                        |
| 17 августа 2011  | Гранд-Рапидс    | США                      | Van Andel Arena                          |
| 19 августа 2011  | Питтсбург       | США                      | Consol Energy Center                     |
| 20 августа 2011  | Колумбус        | США                      | Nationwide Arena                         |
| 22 августа 2011  | Индианаполис    | США                      | Conseco Fieldhouse                       |
| 24 августа 2011  | Роли            | США                      | RBC Center                               |
| 25 августа 2011  | Шарлотт         | США                      | Time Warner Cable Arena                  |
| Европа           |                 |                          |                                          |
| 22 сентября 2011 | Санкт-Петербург | Россия                   | Ледовый дворец                           |
| 24 сентября 2011 | Москва          | Россия                   | Олимпийский                              |
| 27 сентября 2011 | Киев            | Украина                  | Дворец спорта                            |
| 30 сентября 2011 | Будапешт        | Венгрия                  | Budapest Sports Arena                    |
| 1 октября 2011   | Загреб          | Хорватия                 | Arena Zagreb                             |
| 3 октября 2011   | Цюрих           | Швейцария                | Hallenstadion                            |
| 5 октября 2011   | Мец             | Франция                  | Galaxie Amneville                        |
| 6 октября 2011   | Париж           | Франция                  | Дворец спорта Берси                      |
| 8 октября 2011   | Антверпен       | Бельгия                  | Sportpaleis                              |
| 10 октября 2011  | Хернинг         | Дания                    | Jyske Bank Boxen                         |
| 11 октября 2011  | Мальмё          | Швеция                   | Мальмё-Арена                             |
| 14 октября 2011  | Хельсинки       | Финляндия                | Hartwall Arena                           |
| 16 октября 2011  | Стокгольм       | Швеция                   | Глобен-Арена                             |
| 18 октября 2011  | Кёльн           | Германия                 | Ланксесс Арена                           |
| 19 октября 2011  | Роттердам       | Нидерланды               | Ahoy Rotterdam                           |
| 21 октября 2011  | Монпелье        | Франция                  | Arena Montpellier                        |
| 24 октября 2011  | Дублин          | Ирландия                 | The O2                                   |
| 25 октября 2011  | Белфаст         | Северная Ирландия        | Odyssey Arena                            |
| 27 октября 2011  | Лондон          | Англия                   | The O2 Arena                             |
| 30 октября 2011  | Бирмингем       | Англия                   | LG Arena                                 |
| 31 октября 2011  | Лондон          | Англия                   | Арена Уэмбли                             |
| 3 ноября 2011    | Ньюкасл         | Англия                   | Metro Radio Arena                        |
| 5 ноября 2011    | Шеффилд         | Англия                   | Motorpoint Arena Sheffield               |
| 6 ноября 2011    | Манчестер       | Англия                   | Manchester Evening News Arena            |
| 9 ноября 2011    | Лиссабон        | Португалия               | Мео-арена                                |
| Азия             |                 |                          |                                          |
| 11 ноября 2011   | Абу-Даби        | ОАЭ                      | Yas Arena                                |
| Южная Америка    |                 |                          |                                          |
| 15 ноября 2011   | Рио-де-Жанейро  | Бразилия                 | Apoteose                                 |
| 18 ноября 2011   | Сан-Паулу       | Бразилия                 | Arena Anhembi                            |
| 20 ноября 2011   | Ла-Плата        | Аргентина                | Estadio Cuidad De La Plata               |
| 22 ноября 2011   | Сантьяго        | Чили                     | Estadio Nacional Julio Martínez Prádanos |
| 24 ноября 2011   | Лима            | Перу                     | Explanada Estadio Monumental             |
| 26 ноября 2011   | Богота          | Колумбия                 | Parque Simon Bolivar                     |
| 28 ноября 2011   | Каракас         | Венесуэла                | Estadio de Fútbol USB                    |
| Северная Америка |                 |                          |                                          |
| 1 декабря 2011   | Гвадалахара     | Мексика                  | Estadio Tres De Marzo                    |
| 3 декабря 2011   | Мехико          | Мексика                  | Foro Sol                                 |
| 6 декабря 2011   | Монтеррей       | Мексика                  | Estadio Universitario                    |
| 8 декабря 2011   | Санто-Доминго   | Доминиканская республика | Estadio Olimpico                         |